# Andrea Caffi
Andrea Caffi (San Pietroburgo, 1º maggio 1887 – Parigi, 22 luglio 1955) è stato un filosofo, politico e giornalista italiano.
Intellettuale poliedrico e ribelle, fu sodale di figure di primo piano del panorama del Novecento europeo, quali Albert Camus, Carlo Rosselli e Nicola Chiaromonte.

## Biografia
Nacque a San Pietroburgo, in una famiglia italiana: il padre, Giovanni Caffi, era emigrato da Belluno in Russia, dove lavorava come costumista ai Teatri Imperiali; la madre, Emilia Carlini, è una figura di cui i biografi non sono riusciti a ricostruire con precisione le origini, ma si ipotizza che fosse nata in Francia da emigrati italiani.
Già da adolescente, liceale alla scuola Internazionale di San Pietroburgo, Andrea Caffi si avvicinò alle idee socialiste e al movimento operaio. In questo periodo giovanile affiancò agli studi e al confronto dialettico l'esperienza diretta che gli fece conoscere da vicino le condizioni di sfruttamento dei lavoratori e dei contadini nella Russia zarista. Partecipò alla Rivoluzione russa del 1905, che esplose proprio nella sua città, fu arrestato e condannato a tre anni di reclusione. Uscirà di galera con un anno di anticipo, grazie all'intercessione delle autorità consolari italiane, e prenderà la via dell'esilio in Germania. Trascorsi alcuni anni a Berlino, dove svolse anche studi universitari in filosofia, si trasferì a Firenze e poi a Parigi, in un contesto internazionale che di lì a poco sarebbe stato segnato dall'esplosione della prima guerra mondiale, vista da Caffi come uno scontro fra potenze portatrici di idee progressiste e il conservatorismo dell'area germanica. Dapprima volontario nell'esercito francese e poi arruolato in quello italiano, rimase ferito due volte, la seconda proprio sul fronte dolomitico bellunese, nella zona da cui proveniva suo padre, e infine fu assegnato al servizio di comunicazione e propaganda.
Dopo la guerra, mentre allacciava relazioni nel mondo culturale italiano, decise di tornare in Russia dove collaborò con i suoi vecchi compagni socialisti libertari dei quali condivideva anche la condanna indirizzata ai metodi bolscevichi, ritenuti autoritari e violenti. In seguito a questa attività politica critica nei riguardi della Rivoluzione d'ottobre, Caffi fu arrestato: dopo le carceri zariste conobbe dunque quelle leniniste. Uscito di prigione, rimase un altro periodo a Mosca, prima di rientrare in Italia, nel 1923, dove collaborò con alcune riviste dell'area socialista. 
Nel 1926 il degenerare della situazione politica, con l'imporsi della dittatura fascista, costrinse Caffi a fuggire in Francia, a Versailles e poi a Parigi dove si guadagnò umilmente da vivere prevalentemente lavorando come traduttore e redattore per alcune case editrici. In questo periodo intensificò i rapporti con l'antifascismo in esilio avvicinandosi in particolare al gruppo di Giustizia e Libertà, con il quale peraltro entrò rapidamente in conflitto contestandone la prassi politica. Caffi aveva via via consolidato una visione marcatamente pacifista e nonviolenta, professando un'idea di democrazia socialista e libertaria nella quale i mezzi non possono contrastare con i fini (da qui la condanna dell'autoritarismo sovietico e del fallimento sostanziale della democrazia occidentale). Nel 1940 si trasferì a Tolosa dove fu tra gli animatori della resistenza antinazista, in stretto collegamento con le comunità di emigrati e esiliati italiani.
Nel 1948 tornò a Parigi, dove lavorò per le edizioni Gallimard e fu come sempre una figura attiva nel dibattito politico e intellettuale dell'epoca.
Fu sepolto presso il cimitero di Père-Lachaise a Parigi.

## Pensiero
Caffi aveva via via consolidato una visione marcatamente pacifista e nonviolenta, professando un'idea di democrazia socialista e libertaria nella quale i mezzi non possono contrastare con i fini (da qui la condanna dell'autoritarismo sovietico e del fallimento sostanziale della democrazia occidentale).
Il suo attivismo ne segnò l'intera esistenza da cosmopolita, sotto forma di dialoghi conviviali, di lettere e articoli sulla stampa, di rapporti epistolari.
Si formò "non tanto sulla lettura dei classici, quanto dal contatto
diretto con i problemi delle classi subalterne e dalla fascinazione
giovanile esercitata dalle tendenze nichiliste di cui
era permeata una certa intelligencija russa. Risultò inoltre
fondamentale per la formazione del pensiero politico il
sentimento di “filia” verso il genere umano, e come su
questo concetto di naturale empatia che lega le esistenze
umane Caffi puntasse per un definitivo superamento dello
Stato e delle sue logiche gerarchiche e di dominio".
Nel suo intenso girovagare per l'Europa, nella sua attenzione all'attualità sociale e politica e nel tempo dedicato alle relazioni interpersonali risiede probabilmente la spiegazione della scarsa produzione letteraria lasciata da Caffi, il cui pensiero è più facilmente deducibile dalla mole di articoli in riviste e di corrispondenza con altri intellettuali che non da grandi opere scritte in modo strutturato.

## Opere

### Saggistica
- Umberto Zanotti-Bianco e Andrea Caffi, La pace di Versailles. Note e documenti (con venti carte etnografiche e politiche), Roma, La voce, 1919.
- Andrea Caffi, Santi e guerrieri di Bisanzio nell'Italia meridionale, Firenze, Vallecchi, 1929.
- Andrea Caffi, I socialisti. La guerra, la pace, collana Quaderni del Gobetti 1, Genova, Tip. STILE, 1958.
- Andrea Caffi, Socialismo libertario, a cura di Gino Bianco, Milano, Azione Comune, 1964.
- Andrea Caffi, Critica della violenza, collana Portico 51, prefazione di Nicola Chiaromonte, Milano, Bompiani, 1966.
  -  Andrea Caffi, Critica della violenza, collana Piccola biblioteca morale 2, introduzione di Gino Bianco, Roma, E/O, 1995, ISBN 88-7641-268-9.
  -  Andrea Caffi, Critica della violenza, a cura di Alberto Castelli, collana I timoni, introduzione di Nicola Chiaromonte, postfazione di Alberto Castelli, Roma, Castelvecchi, 2017, ISBN 978-88-328-2039-3.
- Andrea Caffi, Scritti politici, collana Maestri e compagni 36, presentazione di Gino Bianco, Firenze, La Nuova Italia, 1970.
- Andrea Caffi [et al.], L'unità d'Italia. Pro e contro il Risorgimento, a cura di Alberto Castelli, collana Piccola biblioteca morale 15, Roma, E/O, 1997, ISBN 88-7641-335-9.
  -  Andrea Caffi [et al.], L'unità d'Italia. Pro e contro il Risorgimento, a cura di Alberto Castelli, collana Tascabili E/O 217, Roma, E/O, 2010, ISBN 978-88-7641-974-4.
- Andrea Caffi [et al.], Giustizia e Libertà e il Socialismo Liberale, a cura di Marco Gervasoni, prefazione di Valdo Spini, Milano, M&B, 1999, ISBN 88-86083-56-4.
- Andrea Caffi, Contro la guerra. Violenza e liberazione, collana I libertari 1, scritto introduttivo di Alberto Castelli, Civezzano, Nonluoghi libere edizioni, 2002, ISBN 88-900763-4-8.
- Andrea Caffi, Scritti scelti di un socialista libertario, a cura di Sara Spreafico, collana Storia, politica, società 1, prefazione di Nicola Del Corno, indice dei nomi a cura di Lorella Faccetti, Milano, Biblion, 2008, ISBN 978-88-96177-03-7.
  -  Andrea Caffi, Scritti scelti di un socialista libertario, a cura di Sara Spreafico, collana Storia, politica, società 1, prefazione di Nicola Del Corno, Milano, Biblion, 2009, ISBN 978-88-96177-03-7.
- Andrea Caffi e Nicola Chiaromonte, Cosa sperare? Il carteggio tra Andrea Caffi e Nicola Chiaromonte. Un dialogo sulla rivoluzione (1932-1955), a cura di Marco Bresciani, collana Collana della Scuola superiore di studi di storia contemporanea 4, prefazione di Michele Battini, Napoli-Roma, Edizioni scientifiche italiane, 2012, ISBN 978-88-495-2318-8.
- Andrea Caffi, Politica e cultura, a cura di Massimo La Torre, collana Res publica 13, Soveria Mannelli, Rubbettino, 2014, ISBN 978-88-498-4015-5.
- Andrea Caffi, La dottrina fascista, o il fascismo nella storia superiore del pensiero, a cura di Alberto Castelli, collana Storia, politica, società 73, Milano, Biblion, 2022, ISBN 978-88-338-3295-1.